# Rabby Nzingoula
Rabby Nzingoula (Lille, 25 november 2005) is een Frans-Congolees voetballer die doorgaans speelt als middenvelder. In februari 2024 debuteerde hij voor RC Strasbourg.

## Clubcarrière
Nzingoula speelde in de jeugd van US Grigny, waarna hij via US Orléans in 2022 in de opleiding van RC Strasbourg terechtkwam. Zijn professionele debuut maakte hij vervolgens op 18 februari 2024, toen hij in de Ligue 1 tien minuten voor het einde van de reguliere speeltijd inviel voor Habib Diarra tegen FC Lorient. Op dat moment was de eindstand al bereikt en Strasbourg verloor het competitieduel met 1–3. Nzingoula sloot het seizoen af met zeven officiële optredens en tekende in mei 2024 zijn eerste professionele contract, tot medio 2027.
RC Strasbourg besloot Nzingoula in de zomer van 2024 te verhuren en stalde hem een jaar bij competitiegenoot Montpellier. Hier maakte hij tijdens zijn vierde optreden zijn eerste doelpunt als profvoetballer. Op 28 september opende hij op aangeven van Akor Adams de score op bezoek bij AS Monaco. Door doelpunten van Folarin Balogun en Lamine Camara wist die club de wedstrijd alsnog met 2–1 te winnen. Voor Montpellier speelde Nzingoula uiteindelijk zevenentwintig wedstrijden in de Ligue 1, waaruit de club als nummer laatst degradeerde.

## Clubstatistieken
| Seizoen | Club              | Competitie | Competitie | Competitie | Beker | Beker | Internationaal | Internationaal | Totaal | Totaal |
| Seizoen | Club              | Competitie | Wed.       | Dlp.       | Wed.  | Dlp.  | Wed.           | Dlp.           | Wed.   | Dlp.   |
| ------- | ----------------- | ---------- | ---------- | ---------- | ----- | ----- | -------------- | -------------- | ------ | ------ |
| 2023/24 | RC Strasbourg     | Ligue 1    | 6          | 0          | 1     | 0     | —              | —              | 7      | 0      |
| 2024/25 | → Montpellier HSC | Ligue 1    | 27         | 1          | 0     | 0     | —              | —              | 27     | 1      |
| Totaal  | Totaal            | Totaal     | 33         | 1          | 1     | 0     | 0              | 0              | 34     | 1      |

Bijgewerkt op 25 juni 2025.